# Igráček

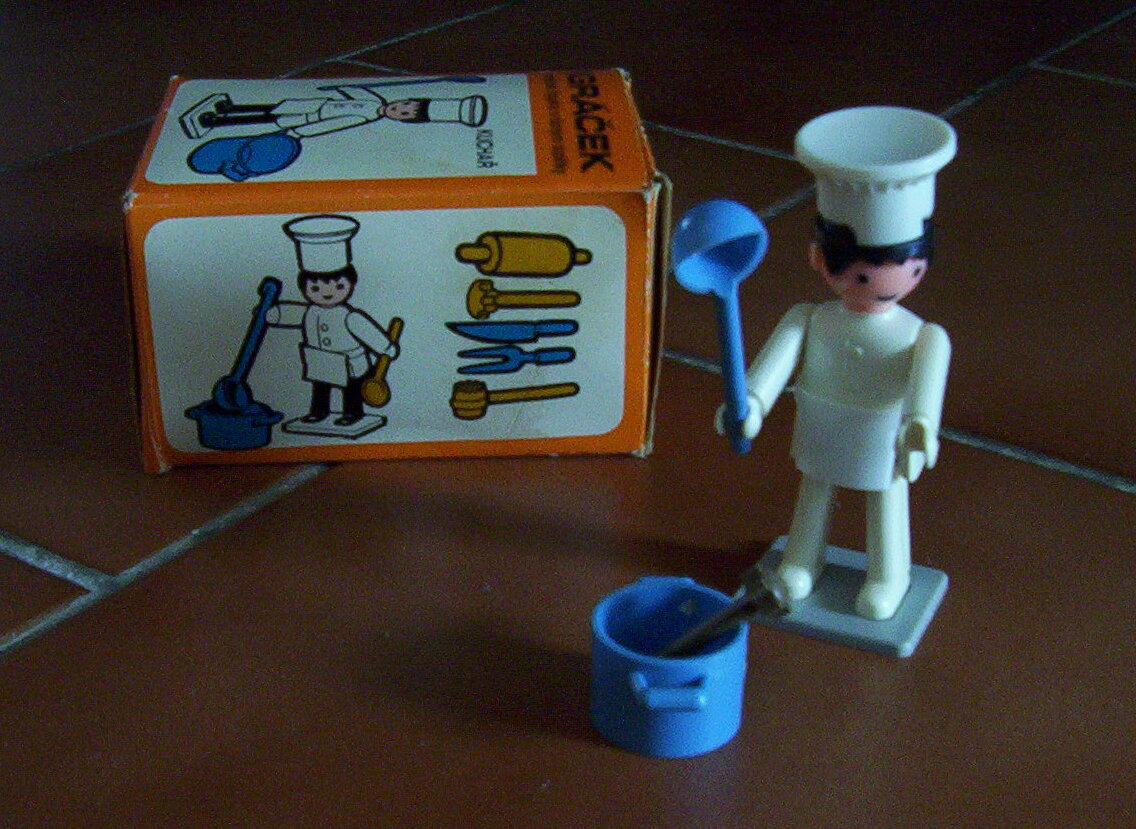
Igráček kuchař

Igráček (z ruského игра́ (igra) = hra) je hračka ve formě malé plastové figurky nejčastěji lidské postavy, která se vyrábí od roku 1976 a představuje nejrůznorodější lidské činnosti. Igráčky vyráběla firma IGRA Praha, autory postaviček jsou tehdejší návrháři družstva IGRY Jiří Kalina a Marie Krejchová. Od roku 2010 hračku vyrábí firma Efko z Nového Veselí.
Hračka byla velmi oblíbená v někdejším socialistickém Československu a v zemích východního bloku, kde nebyly k dostání originální postavičky Playmobil. Vyráběn byl v různých možných variacích, a to buď jako samostatná postava vykonávající nějaké povolání (policista, hasič, doktor, zdravotní sestra, opravář, atd.) nebo i s doprovodnými postavami zvířat (kůň) i složitějšími nástroji (povoz, atd.).
Hračka se stala známá pro svůj jednoduchý design – jednotlivé figurky byly sestaveny ze stejných dílů a měnila se pouze vnější výbava postavy. Figurky existují v mužské i ženské podobě, ženy mají stylizovanou sukni; přibližně osmicentimetrové figurky mají pohyblivé horní končetiny, které se dají dát do pozice předpažení nebo vzpažení, a dolní končetiny pohyblivé v oblasti kyčelních kloubů. Obě tyto pohyblivé části jsou pohyblivé pouze v jednom směru; hlavu je možné otáčet kolem dokola o 360°.

## Historie

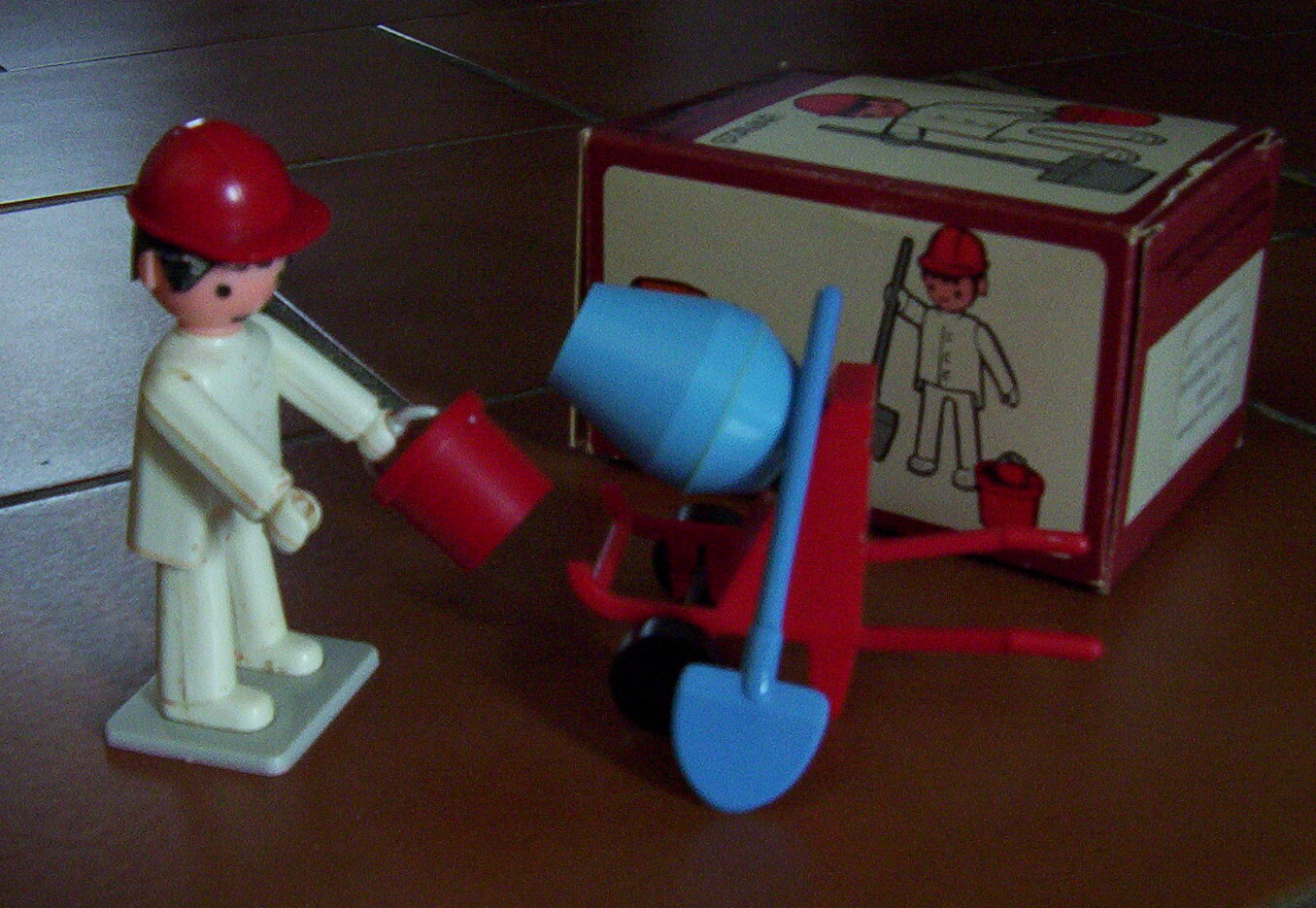
Igráček stavař

Prvním vyrobeným Igráčkem byla profese zedníka, který byl vyroben v roce 1976. Traduje se, že s nápadem přišel německý designér Hans Beck, který neuspěl na přelomu 60. a 70. let ve své zemi.
Tak jí nabídl na modelářské soutěži v Japonsku svému kamarádovi Jiřímu Kalinovi. Kalina byl tehdy zaměstnancem Výrobního družstva IGRA Praha; ten ji polidštil s kolegyní Marií Krejchovou a vyrobili v závodě IGRA první řemeslo – zedníka. Když se to dozvěděli v Německu, zareagovali asi takto: „Když ho mohou mít v Československu, proč ne my?“ (Igráček byl připravený a vymyšlený dříve, ale do výroby se dostal až později, jak tomu bylo v tomto období zvykem. Proto je Playmobil o 2 roky starší.) Playmobil se následně uchytil na celém světě. Výroba Igráčků původně probíhala v Mnichovicích u Prahy.
Po spuštění výroby byly každý rok uvedeny na trh přibližně čtyři nové modely Igráčků a celá sbírka měla k roku 2007 přibližně 50 různých figurek. Úspěchu se pokoušela zneužít i konkurenční družstvo Směr, která vyráběla figurky pod názvem hejrupáček. Uvedením značky Playmobil na český trh po roce 1989 ztratili Igráčci částečně svou přitažlivost. V devadesátých letech držel Igráček krok s dobou. Na trhu se objevil i skateboardista, středověký rytíř, VB se změnila v policii a objevil se i policista na motorce nebo na koni. Přes všechnu snahu Igráček ztrácel na popularitě a v prakticky nezměněné podobě se vyráběl až do roku 2008. Vznikly i drobné úpravy, jako potisky vest a kabátků.
Igráček byl vyráběn až do roku 2006 pod VD IGRA a v období 2006 až 2008 pod záštitou firmy ALL toys. Figurka již v té době měla nos. Občas je mylně uváděno, že nos získal až ve firmě Efko – karton. Nos Igráček dostal již v devadesátých letech a byl doplňován hlavně u nových figurek, jako byl např. lyžař nebo skateboardista.
O znovuuvedení Igráčka na hračkářský trh se v září 2010 postaral český výrobce hraček společnost Efko-karton s.r.o. Igráček přitom prošel mírnými inovacemi – postavička má nyní zápěstí otáčivé o 360°. Igráček přitom dostal sesterskou řadu pojmenovanou MultiGo, ve které jsou nákladní auto, traktor a přívěs s jednoduše vyměnitelnými nástavbami; původní i nové figurky Igráček veřejnosti představuje putovní výstava „Fenomén Igráček“. Výrobce nabízí i zakázkovou výrobu na přání, která následně není součástí oficiální nabídky.
V roce 2020 spustila firma Efko výrobu limitované série 20 000 Igráčků s ochrannými rouškami. Část výtěžku chce přitom darovat na boj se šířící se nákazou COVID-19 ve Vysočině. Z praktických důvodů vrátil k „retro“ designu a rouškami opatřil Igráčky bez nosů. V novém designu by totiž bylo možné natisknout roušku jen pod nosem, což by z výchovného hlediska nebylo žádoucí.

## Profese
První vyrobenou profesí byl zedník, poté vzniklo okolo dvaceti různých profesí. Následovaly: kuchař, stavař, kominík, námořník, požárník, cestář, dopravní policista, voják, automechanik, výpravčí, horník, řidič důlní lokomotivy, zahradník, motocyklista, závodník formule, tříkolka, duny-buggy, lyžař, máma a kluk, cestovatelka, učitelka a zdravotnice.
K roku 2016 se vyrábí asi 200 tisíc postaviček ročně se stovkou modifikací.

## Igráček v kultuře
2. října 2023 měl na Dvojce Českého rozhlasu premiéru pohádkový seriál Případy odvážného kapitána Ajóla, kde účinkují oživlí Igráčci; jejich hasičská jednotka v čele s Medardem pomáhá školkou povinnému hrdinovi Oliverovi v jeho dobrodružném počínání (záchrana kotěte i turistů, výlov ponorky apod.).